# GFAP
Kwaśne białko włókienkowe (GFAP z ang. Glial fibrillary acidic protein) – białko filamentów pośrednich, występujące w komórkach glejowych, m.in. w astrocytach, ale również w innych typach komórek, takich jak komórki Leydiga jądra i komórki gwiaździste wątroby. Opisane zostało w 1971 roku. Należące do typu III białek filamentów pośrednich, u ludzi kodowane jest przez gen GFAP, który znajduje się na chromosomie 17, w locus 17q21. Budową przypomina białka wimentynę, desminę i peryferynę, biorące udział w budowie cytoszkieletu komórki. GFAP i produkty jego rozpadu są użytecznym markerem komórkowym, przede wszystkim w rozpoznawaniu udarów i traumatycznych uszkodzeń ośrodkowego układu nerwowego.
Mutacje w genie białka GFAP są odpowiedzialne za wystąpienie objawów rzadkiej choroby należącej do leukodystrofii – choroby Alexandra.
Opisano zależność między stężeniem białka GFAP w płynie mózgowo-rdzeniowym u pacjentów ze stwardnieniem rozsianym a stopniem ich niepełnosprawności w skali EDSS (ang. Expanded Disability Status Scale).